# 多爾濟帕拉瑪
多爾濟帕拉瑪（?—?），博尔济吉特氏，喀尔喀蒙古札萨克图汗部人。清朝蒙古王公，第十四代札萨克图汗。达延汗巴图蒙克、格哷森札札赉尔、诺颜泰哈坦巴图尔后裔，札萨克图汗车林端多布之子。
同治五年（1866年）九月庚申，同治帝赏扎萨克图汗郡王车林端多布子头等台吉多尔济帕拉玛辅国公。光绪三年（1877年），多爾濟帕拉瑪袭爵为札萨克图汗兼多罗郡王。光绪二十四年（1898年）五月，多爾濟帕拉瑪告休，其子索特那木拉布坦即位。